# MTV Unplugged (album Wilków)
MTV Unplugged – zapis z koncertu o tym samym tytule, zagranego przez rockowy zespół Wilki. Płyta ukazała się 5 czerwca 2009 roku. Wydana została w dwóch wersjach – zwyczajnej, z płytą kompaktową i podwójnej, z dołączonym, oprócz płyty CD, materiałem DVD. W zapisanym koncercie gościnnie, w piosence Cień w dolinie mgieł wystąpiła Kasia Kowalska, z kolei w utworze Beniamin – Reni Jusis. Coverem na płycie jest piosenka Neila Younga Heart of Gold, a nowym kawałkiem – Obudź mnie. Wilki są trzecim polskim artystą zaproszonym do takiego projektu przez telewizję MTV. Nagrania dotarły do 8. miejsca listy OLiS. Album uzyskał status złotej płyty.
W lutym 2010 roku wydawnictwo uzyskało nominację do nagrody polskiego przemysłu fonograficznego Fryderyka w kategorii: album roku rock.

## Lista utworów

### CD
1. „Fajnie, że jesteś”
2. „Obudź mnie”
3. „Bohema”
4. „Cień w dolinie mgieł”
5. „Heart of Gold”
6. „Baśka”
7. „Zostać mistrzem”
8. „Eli lama sabachtani”
9. „Beniamin”
10. „Folkowy”
11. „Love story”
12. „N’avoie”
13. „Son of the Blue Sky”

### DVD
1. „Fajnie, że jesteś”
2. „Na zawsze i na wieczność”
3. „Słońce pokonał cień”
4. „Zostać mistrzem”
5. „Jeden raz odwiedzamy świat”
6. „Bohema”
7. „Cień w dolinie mgieł”
8. „Bogowie zimni jak kamień”
9. „Obudź mnie”
10. „Love story”
11. „Folkowy”
12. „Beniamin”
13. „Ja ogień, ty woda”
14. „Heart of Gold”
15. „Here I am”
16. „Baśka”
17. „N’avoie”
18. „Son of the Blue Sky”

#### Bonus DVD
1. „Atlantyda łez”
2. „Eli lama sabachtani”
3. „Making of”
4. „Prezentacja zdjęć”

## Skład
Zespół Wilki:
- Robert Gawliński – gitara, wokal
- Mikis Cupas – gitara
- Leszek Biolik – gitara basowa
- Hubert Gasiul – perkusja

Goście zespołu:
- Reni Jusis – wokal, fortepian
- Kasia Kowalska – wokal, gitara

Muzycy towarzyszący:
- Andrzej Smolik – fortepian, flet, organy Hammonda, akordeon, harmonijka ustna, steel pan, gitara hawajska
- Antoni „Ziut” Gralak – trąbka
- Bronisław Duży – puzon
- Piotr „Jackson” Wolski – instrumenty perkusyjne
- Ania Rusowicz – wokal
- Magdalena Koronka – skrzypce
- Anna Kośmieja – skrzypce
- Marta Lutrzykowska – altówka
- Sylwia Wójcik – wiolonczela